# Día Mundial de las Ciudades
El Día Mundial de las Ciudades es una jornada que se celebra anualmente el 31 de octubre desde 2014, proclamada por la Asamblea General de las Naciones Unidas en 2013.

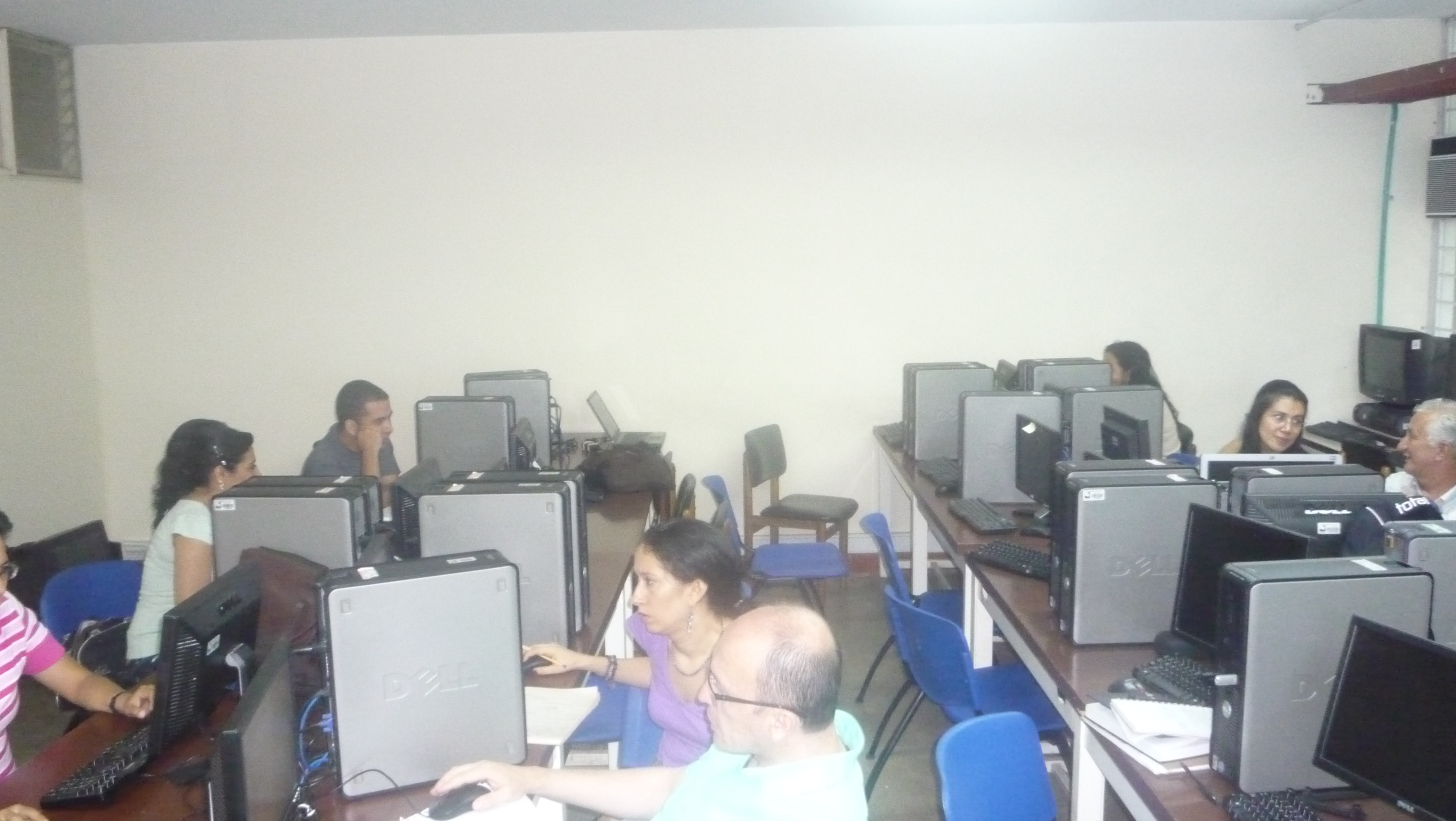

## Proclamación
El Día Mundial de las Ciudades fue proclamado por la Asamblea General de las Naciones Unidas el 27 de diciembre de 2013. Esta proclamación surgió con el objetivo de promover el interés en la urbanización y fomentar la cooperación entre los países para aprovechar las oportunidades y afrontar los desafíos que plantea el urbanismo, contribuyendo al desarrollo urbano sostenible en todo el mundo. La ONU Hábitat ha sido un organismo clave en esta iniciativa, destacando la necesidad de una planificación urbana responsable que impulse el desarrollo institucional, político y de capacidades en todos los niveles de gobernanza.

## Celebración
Este día se celebra el 31 de octubre. Esta fecha fue elegida para cerrar el mes de octubre, conocido como Octubre Urbano, una campaña lanzada por ONU Hábitat en 2014 para resaltar los desafíos urbanos globales y promover el desarrollo de la Nueva Agenda Urbana. La primera celebración oficial tuvo lugar en 2014. Durante este día, se organizan una variedad de actividades como talleres, seminarios web, mesas redondas y entrevistas, involucrando a gobiernos nacionales, autoridades locales, el sector privado y profesionales del sector urbano. Estas actividades buscan resaltar los beneficios de la urbanización, como la inclusión social y el acceso a servicios, y abordar los problemas de desigualdad y exclusión que afectan a muchas ciudades.

## Ciudades anfitrionas y temas
| Año  | País        | Ciudad                           | Tema                                                                  |
| ---- | ----------- | -------------------------------- | --------------------------------------------------------------------- |
| 2014 | China       | Shanghái                         | Liderando las transformaciones urbanas                                |
| 2015 | Italia      | Milán                            | Diseñadas para convivir                                               |
| 2016 | Ecuador     | Quito                            | Ciudades inclusivas, desarrollo compartido                            |
| 2017 | China       | Guangzhou                        | Gobernanza innovadora, ciudades más abiertas                          |
| 2018 | Reino Unido | Liverpool                        | Construyendo ciudades sostenibles y resilientes                       |
| 2019 | Rusia       | Ekaterinburg                     | Soluciones Innovadoras y una Mejor Vida para las Futuras Generaciones |
| 2020 | Kenia       | Nakuru                           | Valorarando nuestras comunidades y ciudades                           |
| 2021 | Egipto      | Luxor                            | Cambio Climático y la Acción Climática                                |
| 2022 | China       | Shanghái                         | Las acciones locales tienen un efecto global                          |
| 2023 | Turquía     | Municipio de Üsküdar en Estambul | Financiando un futuro urbano sostenible para todas las personas       |
| 2024 |             |                                  | Involucrar a los jóvenes para crear un mejor futuro urbano            |